# 李文尧
李文尧（1911年8月—1992年10月），广东台山人。一级工程师，中国航空科学家、力学专家、教授。其主要从事飞机制造和空气动力学研究。

## 生平
1911年8月，出生于台山一海员家庭。
其在德国柏林工业大学获硕士学位；1939年12月至1941年6月在美国加州理工学院攻读博士学位。毕业后回国并任教于广州国立中山大学担任教授，后被评为一级工程师。
1950年，调往北京第二机械工业部，从事军工生产与技术管理工作。期间曾被打为右派，后被平反。
1964年，调入山东工学院（现山东工业大学）任教。1980年，调入华南工学院（现华南理工大学）任教。
1992年10月逝世。

## 著作
- 《航空概论》